# Touch the Rainbow
«Touch the Rainbow» —en español: «Toca el arco iris»— es una canción interpretada por la banda alemana de heavy metal Axxis y fue escrita por el guitarrista Walter Pietsch. Se enlistó originalmente en el álbum Axxis II publicado por EMI Music en 1990.

## Publicación y contenido
Este tema fue lanzado como el segundo sencillo de Axxis II en el año de 1990 por EMI Music. La producción de este sencillo corrió por parte de Berhnard Weiss, Walter Pietsch y Rolf Hanekamp. Como tema adicional se eligió a «Get Down» —traducción del inglés: «Baja»— para complementar este material discográfico.

## Otros formatos
Además de la edición en siete pulgadas, «Touch the Rainbow» se publicó en formato de doce pulgadas y disco compacto. En estas dos últimas, se numeró una versión larga de la melodía principal del sencillo.

## Lista de canciones
Todos los temas fueron compuestos por Walter Pietsch.

Vinilo de siete pulgadas

| Lado A |                     |          |  |
| N.º    | Título              | Duración |  |
| 1.     | «Touch the Rainbow» | 3:32     |  |

| Lado B |            |          |  |
| N.º    | Título     | Duración |  |
| 2.     | «Get Down» | 3:22     |  |
| 6:54   |            |          |  |

Vinilo de doce pulgadas

| Lado A |                                     |          |  |
| N.º    | Título                              | Duración |  |
| 1.     | «Touch the Rainbow» (versión larga) | 5:20     |  |

| Lado B |                                         |          |  |
| N.º    | Título                                  | Duración |  |
| 2.     | «Get Down»                              | 3:22     |  |
| 3.     | «Touch the Rainbow» (versión del álbum) | 3:32     |  |
| 12:14  |                                         |          |  |

## Créditos

### Axxis
- Bernhard Weiss — voz principal y coros
- Harry Oellers — teclados
- Walter Pietsch — guitarras acústica y eléctrica
- Werner Kleinhans — bajo
- Richard Michalski — batería

### Personal de producción
- Rolf Hanekamp — productor, ingeniero de audio y mezcla
- Ink Studios — diseño de arte de portada
- Langner — fotografía